# Награде Марсел Безенсон
Награде Марсел Безенсон (енг. "Marcel Bezençon Awards") биле су прво урочене током Такмићења за песму Евровизије 2002. у Талину, Естонија уручујући разне награде за најбоље песме које се такмиче у финалу. Основао их је Кристер Бјоркман (који је представљао Шведску 1992. године и био шеф делегације Шведске до 2021. године) и Ричард Хереј (члан шведске групе Херејс, која је победила 1984. године). Награде су добиле име по оснивачу ових награда, Марселу Беѕенсону . Оне су подељене у 3 групе:
- Награда Новинара - за коју гласају акредитовани медији и новинари током самог догађаја.
- Награда Извођача - Додељена је најбољем уметничком наступу према гласању коментатора (од 2010. па до сада). Пре 2010. су гласали претходни победници
- Награда Композитора - Жири сачињен од свих композитора учесника те године који гласају за најбољу и најоригиналнију композицију.

2008. године, специјална награда, Поплајт фан награда ("the Poplight Fan Award"), је била уведена за коју су гласали фанови шведског веб сајта poplight.se и која је додељена је најгласанијем дебутном извођачу (који има испод 25 година).
2010. Евровозија је увела нову категорију, глас коментатора. Пре овога, за ову категорију су гласали претходни победници, али због логистичких проблема, огранизатори су променили начин гласања. Було је превише тешко да се дође до свих претходних победника, а неки од њих не гледају ни само такмичење. Док са друге стране, коментатори прате интезивно генералне пробе и прихвачени су као поузданија група за гласање. Они гласају ѕа "Награде извођача". 
Иако створене од стране Евровизије, ове награде нису презентоване током саме финалне фечери Евровизије, већ након самог финала, током афтер-партија. Од 2009. трофеји су додељују пред финале.

## Победници

### Награда Новинара
| Година | Земља                | Песма                           | Извођач                          | Финале | Пoени | Град Домаћин |
| ------ | -------------------- | ------------------------------- | -------------------------------- | ------ | ----- | ------------ |
| 2002   | Француска            | "Il faut du temps"              | Сандрине Франсоа                 | 5      | 104   | Талин        |
| 2003   | Турска               | "Everyway That I Can"           | Сертаб Еренер                    | 1      | 167   | Рига         |
| 2004   | Србија и Црна Гора   | "Лане Моје"                     | Жељко Јоксимовић                 | 2      | 263   | Истанбул     |
| 2005   | Малта                | "Angel"                         | Киара                            | 2      | 192   | Кијев        |
| 2006   | Финска               | "Hard Rock Hallelujah"          | Лорди                            | 1      | 292   | Атина        |
| 2007   | Украјина             | "Dancing Lasha Tumbai"          | Верка Седучка                    | 2      | 235   | Хелсинки     |
| 2008   | Португалија          | "Senhora do mar (Negras águas)" | Ванија Фернандез                 | 13     | 69    | Београд      |
| 2009   | Норвешка             | "Fairytale"                     | Александар Рибак                 | 1      | 387   | Москва       |
| 2010   | Израел               | "Milim" (מילים)                 | Харел Скат                       | 14     | 71    | Осло         |
| 2011   | Финска               | "Da Da Dam"                     | Парадајс Оскар                   | 21     | 57    | Дизелдолф    |
| 2012   | Азербејџан           | "When the Music Dies"           | Сабина Бабајева                  | 4      | 150   | Баку         |
| 2013   | Грузија              | "Waterfall"                     | Нодико Татишвили и Софи Геловани | 15     | 50    | Малме        |
| 2014   | Аустрија             | "Rise Like a Phoenix"           | Кончита Вурст                    | 1      | 290   | Копенхаген   |
| 2015   | Италија              | "Grande amore"                  | Ил Воло                          | 3      | 292   | Беч          |
| 2016   | Русија               | "You Are the Only One"          | Сергеј Лазарев                   | 3      | 491   | Стокхолм     |
| 2017   | Италија              | "Occidentali's Karma"           | Франческо Габани                 | 6      | 334   | Кијев        |
| 2018   | Француска            | "Mercy"                         | Мадам Монсјур                    | 13     | 173   | Лисабон      |
| 2019   | Холандија            | "Arcade"                        | Данкан Лоренс                    | 1      | 498   | Тел Авив     |
| 2021   | Француска            | "Voilà"                         | Барбара Прави                    | 2      | 499   | Ротердам     |
| 2022.  | Уједињено Краљевство | "Space Man"                     | Сем Рајдер                       | 2      | 466   | Торино       |

### Награда за уметнички наступ

#### Гласање претходних победника
| Година | Земља     | Извођач          | Песма                      | Сценски Менаџери  | Финале | Поени | Град Домаћин |
| ------ | --------- | ---------------- | -------------------------- | ----------------- | ------ | ----- | ------------ |
| 2002   | Шведска   | Афро-дајти       | "Never Let It Go"          |                   | 8      | 72    | Талин        |
| 2003   | Холандија | Истер Хал        | "One More Night"           |                   | 13     | 45    | Рига         |
| 2004   | Украјина  | Руслана          | "Wild Dances"              |                   | 1      | 280   | Истанбул     |
| 2005   | Грчка     | Елена Папарицу   | "My Number One"            | Фокас Евангелинос | 1      | 230   | Кијев        |
| 2006   | Шведска   | Карола           | "Invincible"               |                   | 5      | 170   | Атина        |
| 2007   | Србија    | Марија Шерифовић | "Молитва"                  | Горчин Стојановић | 1      | 268   | Хелсинки     |
| 2008   | Украјина  | Ани Лорак        | "Shady Lady"               | Фокас Евангелинос | 2      | 230   | Београд      |
| 2009   | Француска | Патриција Каас   | "Et s'il fallait le faire" |                   | 8      | 107   | Москва       |

#### Гласање коментатора
Од 2010. коментатори овог такмичења заменили су претходне победнике као жири.
| Година | Земља       | Извођач           | Песма                  | Сценски Менаџери                            | Finalе | Poени | Град Домаћин |
| ------ | ----------- | ----------------- | ---------------------- | ------------------------------------------- | ------ | ----- | ------------ |
| 2010   | Израел      | Харел Скат        | "Milim" (מילים)        |                                             | 14     | 71    | Осло         |
| 2011   | Ирска       | Џедвард           | "Lipstick"             | Бријан Фриедман                             | 8      | 119   | Дизелдолф    |
| 2012   | Шведска     | Лорин             | "Euphoria"             | Амбра Сучи                                  | 1      | 372   | Баку         |
| 2013   | Азербејџан  | Фарид Мамадов     | "Hold Me"              | Фокас Евангелинос                           | 2      | 234   | Малме        |
| 2014   | Холандија   | Д Комон Линетс    | "Calm After the Storm" | Ханс Панекук                                | 2      | 238   | Копенхаген   |
| 2015   | Шведска     | Монс Селмерлев    | "Heroes"               | Фредрик "Бенке" Ридман                      | 1      | 365   | Беч          |
| 2016   | Украјина    | Џамала            | "1944"                 | Костантин Толилченко и Олександр Братковски | 1      | 534   | Стокхолм     |
| 2017   | Португалија | Салвадор Собрал   | "Amar pelos dois"      | Луиза Собрал                                | 1      | 758   | Кијев        |
| 2018   | Кипар       | Елени Фуреира     | "Fuego"                | Саша Џон-Баптист                            | 2      | 436   | Лисабон      |
| 2019   | Аустралија  | Кејт-Милер Хајтки | "Zero Gravity"         | Филип Глисон                                | 9      | 285   | Тел Авив     |
| 2021   | Француска   | Барбара Прави     | "Voilà"                | Марика Проше                                | 2      | 499   | Ротердам     |
| 2022.  | Србија      | Констракта        | "In corpore sano"      | Коста Ђураковић и Ана Ђурић - Констракта    | 5      | 312   | Торино       |

### Награда Композитора
Награда је први пут урочена 2004. уместо Награде Фанова.
| Година | Земља               | Песма                   | Композитори Текст (т) / Музика (м)                                                                       | Извођач                 | Финале | Poени |            |
| ------ | ------------------- | ----------------------- | --- | ----------------------- | ------ | ----- | ---------- |
| 2004   | Кипар               | "Stronger Every Minute" | Мајк Конарис (м & т)                                                                                     | Лиза Андреас            | 5      | 170   | Истанбул   |
| 2005   | Србија и Црна Гора  | "Заувијек Моја"         | Славен Кнезовић (м) и Милан Перић (м)                                                                    | Но Нејм                 | 7      | 137   | Кијев      |
| 2006   | Босна и Херцеговина | "Лејла"                 | Жељко Јоксимовић (м), Фахрудин Пецикоѕа (т) and Дејан Ивановић (т)                                       | Хари Мата Хари          | 3      | 229   | Атина      |
| 2007   | Мађарска            | "Unsubstantial Blues"   | Магдолна Ружа (м) и Имре Можик (т)                                                                       | Магдолна Ружа           | 9      | 128   | Хелсинки   |
| 2008   | Румунија            | "Pe-o margine de lume"  | Андреи Тудор (м), Андреа Андреи (т) и Адина Сотеу (т)                                                    | Нико & Влад             | 20     | 45    | Београд    |
| 2009   | Босна и Херцеговина | "Бистра Вода"           | Александар Човић (м & т)                                                                                 | Регина                  | 9      | 106   | Москва     |
| 2010   | Израел              | "Milim" (מילים)         | Томер Хадади (м) и Ноам Хорем (т)                                                                        | Харел Скат              | 14     | 71    | Осло       |
| 2011   | Француска           | "Sognu"                 | Даниел Мојне (м), Квентин Башелет (м) и Џон-Пјер Марселеси (т), Џули Милер (т)                           | Амаури Васулу           | 15     | 82    | Дизелдолф  |
| 2012   | Шведска             | "Euphoria"              | Томас Г;сон (м & т) и Петер Бостром (м & т)                                                              | Лорин                   | 1      | 372   | Баку       |
| 2013   | Шведска             | "You"                   | Робин Стјернберг (м & т), Линеа Деб (м & т), Џој Деб (м & т) и Хоаким Херестад Хаукаас (м & т)           | Робин Стјернберг        | 14     | 62    | Малме      |
| 2014   | Холандија           | "Calm After the Storm"  | Илзе ДеЛанж (м & т), ЈБ Мејерс (м & т), Роб Кросби (м & т), Матју Кросби (м & т) and Џејк Етериџ (м & т) | Д Комон Линетс          | 2      | 238   | Копенхаген |
| 2015   | Норвешка            | "A Monster Like Me"     | Кјетил Морланд (м & т)                                                                                   | Морланд & Дебра Скарлет | 8      | 102   | Беч        |
| 2016   | Аустралија          | "Sound of Silence"      | Еџици (м & т) and Давид Мусумечи (м & т)                                                                 | Дами Им                 | 2      | 511   | Стокхолм   |
| 2017   | Португалија         | "Amar pelos dois"       | Луиза Собрал (м & т)                                                                                     | Салвадор Собрал         | 1      | 758   | Кијев      |
| 2018   | Бугарска            | "Bones"                 | Борислав Миланов (м & т), Треј Цампбел(m & т), Хоакин Персон(м & т), and Даг Лундберг (m & т)            | Еквинокс                | 14     | 166   | Лисабон    |
| 2019   | Италија             | "Soldi"                 | Чарли Чарлс (м & т), Дарио "Дардуст" Фаини (м & т), and Алесандро Маамуд (м & т)                         | Mаамуд                  | 2      | 472   | Тел Авив   |
| 2021   | Швајцарска          | "Tout l'univers"        | Гџон Мухаремај (м & т), Ксавиер Микел (м & т), Воутер Харди (м & т), and Нина Семперманс (м & т)         | Гџонове Сузе            | 3      | 432   | Ротердам   |
| 2022   | Шведска             | "Hold Me Closer"        | Корнелија Јакобс (м & т), Дејвид Зенден (м & т), и Иса Молин (м & т),                                    | Корнелија Јакобс        | 4      | 438   | Торино     |

### Награда Фанова
Награда Фанова је била одржана 2002. и 2003. и била је гласана од стране фан групе ОГАЕ, интернационални фан глуб Евровизије. Након тога је била замењена Наградом Композизора 2004.
2008. специјална награда, тада названа Поплајт Фан Награда је уведена и била гласана од стране евровизијских фанова (као што је речено горе). Након 2008. није се више додељивала. 
| Година | Земља     | Песма             | Извођач                  | Рeзултат | Poени | Град Домаћин |
| ------ | --------- | ----------------- | ------------------------ | -------- | ----- | ------------ |
| 2002   | Финска    | Лаура Воутилаинен | "Addicted to You"        | 20       | 24    | Талин        |
| 2003   | Шпанија   | Бет               | "Dime"                   | 8        | 81    | Рига         |
| 2008.  | Јерменија | Сирушо            | "Qélé, Qélé" (Քելե Քելե) | 4        | 199   | Београд      |

### Табела Награда
| Земља                | Тотал | Награда Новинара | Награда за уметнички наступ | Награда Композитора | Награда Фанова |
| -------------------- | ----- | ---------------- | --------------------------- | ------------------- | -------------- |
| Шведска              | 7     |                  | 4                           | 3                   |                |
| Француска            | 6     | 3                | 2                           | 1                   |                |
| Холандија            | 4     | 1                | 2                           | 1                   |                |
| Украјина             | 4     | 1                | 3                           |                     |                |
| Италија              | 3     | 2                |                             | 1                   |                |
| Португал             | 3     | 1                | 1                           | 1                   |                |
| Финска               | 3     | 2                |                             |                     | 1              |
| Израел               | 3     | 1                | 1                           | 1                   |                |
| Аустралија           | 2     |                  | 1                           | 1                   |                |
| Кипар                | 2     |                  | 1                           | 1                   |                |
| Норвешка             | 2     | 1                |                             | 1                   |                |
| Азербејџан           | 2     | 1                | 1                           |                     |                |
| Босна и Херцеговина  | 2     |                  |                             | 2                   |                |
| Србија и Црна Гора   | 2     | 1                |                             | 1                   |                |
| Србија               | 2     |                  | 2                           |                     |                |
| Швајцарска           | 1     |                  |                             | 1                   |                |
| Бугарска             | 1     |                  |                             | 1                   |                |
| Русија               | 1     | 1                |                             |                     |                |
| Аустрија             | 1     | 1                |                             |                     |                |
| Грузија              | 1     | 1                |                             |                     |                |
| Ирска                | 1     |                  | 1                           |                     |                |
| Румунија             | 1     |                  |                             | 1                   |                |
| Јерменија            | 1     |                  |                             |                     | 1              |
| Мађарска             | 1     |                  |                             | 1                   |                |
| Малта                | 1     | 1                |                             |                     |                |
| Турска               | 1     | 1                |                             |                     |                |
| Грчка                | 1     |                  | 1                           |                     |                |
| Шпанија              | 1     |                  |                             |                     | 1              |
| Уједињено Краљевство | 1     | 1                |                             |                     |                |